# Santa with Muscles
Menudo Santa Claus (título original en inglés: Santa with Muscles) es una  película de comedia navideña estadounidense de 1996 protagonizada por Hulk Hogan y dirigida por John Murlowski. La película estuvo en cines durante dos semanas y fue considerada por algunos críticos como una de las peores películas de la historia.

## Sinopsis
Blake Thorn (Hulk Hogan) es un millonario que vende suplementos de culturismo y equipamiento. Un día, mientras jugaba temerosamente a paintball, entonces es perseguido por la policía en un centro comercial, donde se esconde poniéndose un traje de Papá Noel. Al escapar de la policía se desliza por un conducto de basura y se golpea la cabeza, entrando en amnesia. Confundido por Lenny (Don Stark) como el centro comercial de Santa, Blake comienza a pensar que él mismo es realmente Santa Claus. Mientras tanto, el científico malvado Ebner Frost (Ed Begley, Jr.), trata de hacerse cargo de un orfanato para obtener acceso a unos cristales mágicos debajo de éste, y envía a sus secuaces para destruirlo. Sin embargo, Blake se dirige allí para rescatar a los niños.

## Reparto
- Hulk Hogan - Blake Thorn
- Don Stark - Lenny
- Robin Curtis - Leslie
- Garrett Morris - Clayton
- Mila Kunis - Sarah
- Adam Wylie - Taylor
- Aria Curzon - Elizabeth
- Clint Howard - Hinkley
- Steve Valentine - Dr. Blight
- Ed Begley, Jr. - Ebner Frost
- William Newman - Chas

## Recepción
Fue lanzada el 8 de noviembre de 1996, la película obtuvo 120.932$ en taquilla durante su primer fin de semana y recaudó un total de 220.198$ durante sus dos semanas de duración. El crítico de cine, Emanuel Levy, le dio a la película una puntuación de 2 de 5. Joe Leydon en el Variety, describió a Santa with Muscles como una "débil comedia" y pensó que la actuación de Hogan carecía del carisma de su trabajo anterior, en Suburban Commando.

## Legado
La recepción para Santa with Muscles ha continuado siendo negativa, y está enumerada actualmente en las 100 películas inferiores de IMDb. Fue catalogado como el número 43 de 50 peores películas para niños por Total Film, y fue incluido en la lista de Virgin Media de peores películas de Navidad.